# Школа № 121 (Одесса)
Оде́сская специализи́рованная шко́ла № 121 І—ІІІ ступе́ней с углублённым изуче́нием англи́йского языка́ Оде́сского городско́го сове́та Оде́сской о́бласти (укр. Одеська спеціалізована школа № 121 І—ІІІ ступенів з поглибленим вивченням іноземних мов Одеської міської ради Одеської області) — общеобразовательная школа в Одессе с углублённым изучением ряда иностранных языков. Ассоциированная школа ЮНЕСКО.

## История
Здание школы построено в 1936—1937 гг. по типовому проекту архитектора Лазаря Борисовича Белкина (1886—1965) из камней разрушенного в 1936 году Спасо-Преображенского собора.
Школа начала работу 1 сентября 1937 года.
В годы румыно-немецкой оккупации в здании школа располагался склад румынских войск, после освобождения Одессы — госпиталь.
Работа образовательного заведения возобновилась в 1947 году. В одном здании располагались: средняя школа № 58, школа им. П. С. Столярского, музыкальное училище духового оркестра, отдел образования Центрального района.
Английский язык в школе углублённо изучается с 1954 года.

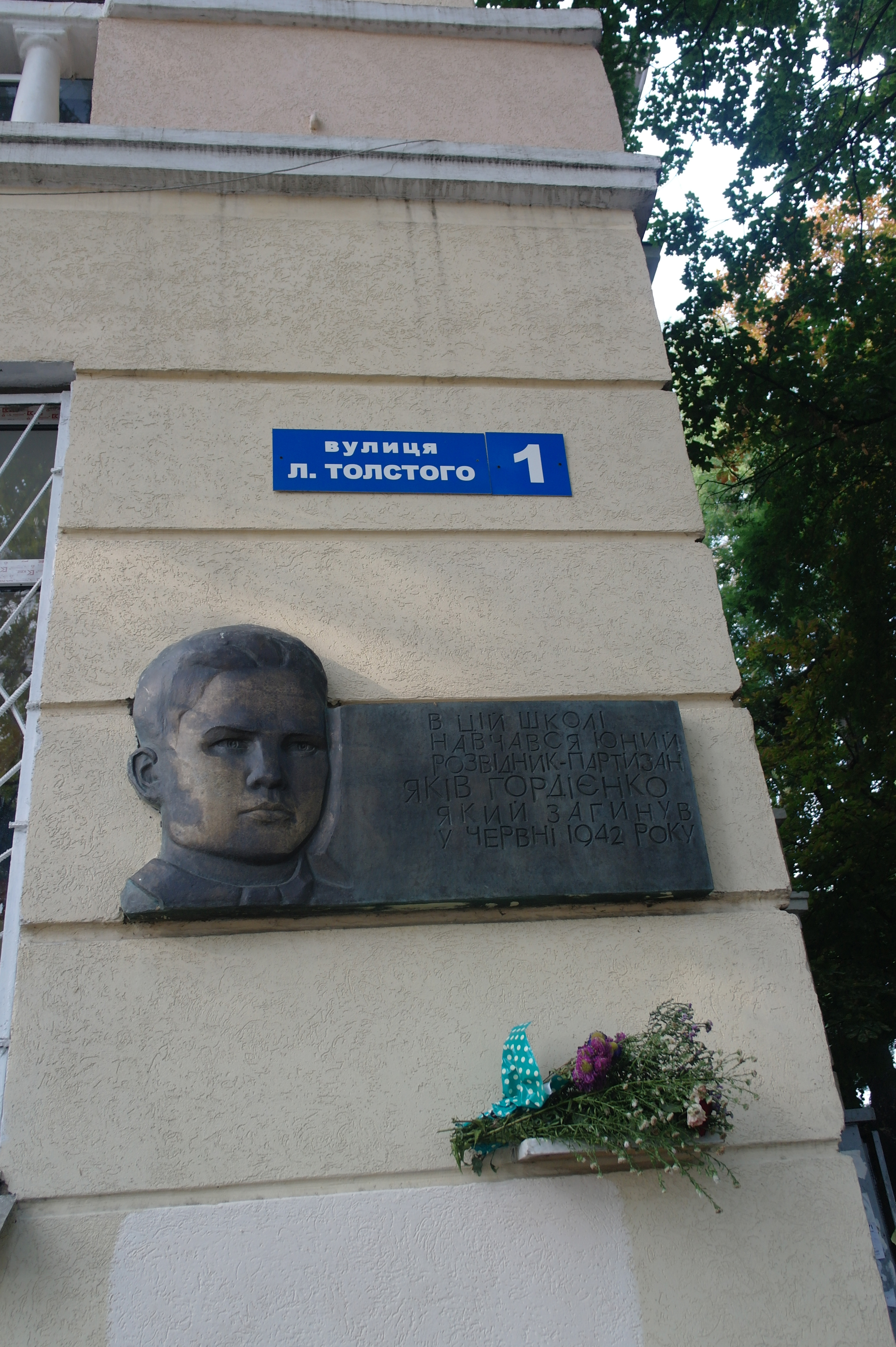
мемориальная доска ученику школы, разведчику-партизану Якову Гордиенко

С 1947 года школа носила имя Леси Украинки, в 1950—1980-х — В. П. Чкалова. В 1960—1980-е гг. пионерская дружина школы носила имя бывшего ученика Яши Гордиенко.
В 1960—1980-е гг. школа № 121 была одной из двух школ города с украинским языком обучения.

## Специализация школы
- английский язык
- французский язык
- польский язык

## Директора
- 1944—1949 — Федченко, Захарий Терентьевич (1885—1955)
- 1951—1966 — Федчук, Петр Лукич
- 1966—1970 — Стежко, Павел Николаевич
- 1970—1973 — Евдошенко, Анна Яковлевна (1928—2007)
- 1973—1989 — Волкова, Инна (Энгельсина) Николаевна (1930—1990)
- С 1989 г. по сей день — Семенюк, Людмила Николаевна (р. 1948) — отличник образования Украины.

## Известные учителя
- Гриценко, Ольга Николаевна — Заслуженный учитель Украины, учитель английского языка и литературы.
- Козлов Сергей Михайлович — Заслуженный учитель Украины, учитель русского языка и зарубежной литературы.